# طرح مراقبت پرستاری
طرح مراقبت پرستاری (به انگلیسی: Nursing care plan) شرح دادن مراقبت پرستاری به فرد، خانواده و جامعه می‌باشد.
- مجموعه‌ای از فعالیت‌های پرستاری برای برای پاسخگویی و پشتیبانی نسبت به تشخیص‌های پرستاری مشخص شده جهت پیاده‌سازی با ارزیابی پرستاری می‌باشد.

## مشخصات
1. این اندیشه، محصول یک فرایند سیستماتیک می‌باشد.
2. بر اساس نتیجه دهی مراقبت از بیماران در بخش خصوصی بیان می‌شود.
3. بر اساس قضاوت بالینی پرستار و بر اساس ارزیابی داده‌های جمع‌آوری شده، در چارچوب پرستاری متمرکز می‌شود.